# Bartolomeo II della Scala
Bartolomeo II della Scala (fallecido el 12 de julio de 1381) fue señor de Verona desde 1375 hasta su muerte, junto con su hermano Antonio I della Scala.

## Biografía
Hijo ilegítimo de Cansignorio della Scala, obtuvo el poder en Verona tras la muerte de este, quien había asesinado a su hermano, Paolo Alboino. Gobernó Verona, que se encontraba entonces en bancarrota y obligada a aceptar el protectorado de Bernabé Visconti, esposo de Regina della Scala.
Después de un período de reinado moderado, Bartolomeo fue asesinado por su hermano Antonio.

## Regencia del Consejo de los Cuatro
Con 17 y 11 años respectivamente, los dos adolescentes fueron puestos bajo la tutela de un "Consejo de los Cuatro", probablemente hasta que Bartolomeo alcanzó la mayoría de edad. Salvo un conflicto con Milán que disputó, en 1378, la sucesión de Cansignorio, esta regencia fue un período de paz y prosperidad. 
El Consejo de los Cuatro administró sabiamente Verona y sus posesiones, mientras que los jóvenes señores, quienes, aunque bastardos, habían sido educados con refinamiento, hicieron brillar de nuevo la corte de los Scaligeri.
Sus primeras decisiones les granjearon la simpatía de los veroneses: donaron a Guglielmo Bevilacqua las propiedades que este había administrado en nombre de su padre, restituyeron al clero el control del diezmo que su padre había asumido, cancelaron las deudas contraídas por los municipios de Verona y Vicenza hasta 1368 y otorgaron privilegios a los municipios dependientes de Riva del Garda. 
Al igual que sus predecesores, intervinieron para limitar los abusos en la construcción, destruyendo los balcones y las pasarelas de madera construidas abusivamente sobre las calles para conectar las casas entre sí.

## Asesinato
A medida que Antonio madura, se vuelve cada vez más desconfiado, autoritario y celoso de Bartolomeo, cuya popularidad entre los veroneses lo irrita. Bartolomeo, marginado y maltratado, considera dejar Verona para entrar al servicio de Carlos III de Nápoles.
Bartolomeo y su hombre de confianza, Galvano di Poiana, fueron encontrados apuñalados hasta la muerte el 12 de julio de 1381 frente a la casa de los Nogarola. 
Los Scaligeri culparon a esta familia del doble homicidio y fueron encarcelados, con sus bienes confiscados. Pero el verdadero culpable fue el hermano de Bartolomeo, Antonio.

## Sucesión
| Predecesor: Cansignorio della Scala (1359-1375) | Señor de Verona y Vicenza 1375 - 1381 | Sucesor: Antonio I della Scala (1381-1387) |

- Datos: Q1133672